# Brodiaea insignis
Brodiaea insignis là một loài thực vật có hoa trong họ Măng tây. Loài này được (Jeps.) Niehaus mô tả khoa học đầu tiên năm 1971.